# Austre Stille
Austre Stille ou Austra Stillet est une île norvégienne du comté de Hordaland appartenant administrativement à Austevoll.

## Description
Rocheuse et couverte d'une légère végétation, elle s'étend sur environ 290 m de longueur pour une largeur approximative de 94 m. 